# Dictionary of Minor Planet Names
Le Dictionary of Minor Planet Names (« Dictionnaire des noms de planètes mineures » ; en abrégé DMPN) est un ouvrage de l'Union astronomique internationale rassemblant les noms officiellement attribués aux planètes mineures, leur origine (citation de nommage quand disponible) ainsi que des informations complémentaires sur ces corps.

## Éditions et addenda
- Lutz D. Schmadel, Dictionary of Minor Planet Names, Springer-Verlag Berlin Heidelberg, 1992, 1re éd., IX+687 (DOI 10.1007/978-3-662-02804-9, lire en ligne) (3 957 noms, 5 012 numérotés jusqu'à décembre 1991)
- (2) (4 512 noms, 5 655 numérotés jusqu'à septembre 1993)
- Lutz D. Schmadel, Dictionary of Minor Planet Names, Springer-Verlag Berlin Heidelberg, 1997, 3e éd., XXVI+939 (DOI 10.1007/978-3-662-06615-7, lire en ligne) (5252 noms, 7041 numérotés jusqu'à juin 1996)
- (4) (6 730 noms, 10 666 numérotés jusqu'à mai 1999)
- Lutz D. Schmadel, Dictionary of Minor Planet Names, Springer-Verlag Berlin Heidelberg, 2003, 5e éd., 992 p. (ISBN 3-540-00238-3) (10 038 noms, 52 224 numérotés jusqu'à décembre 2002)
- Lutz D. Schmadel, Dictionary of Minor Planet Names: Addendum to Fifth Edition: 2003 - 2005, Springer-Verlag Berlin Heidelberg, 2006, X+343 (ISBN 978-3-540-34360-8, lire en ligne) (12 804 noms, 120 437 numérotés jusqu'à décembre 2005)
- Lutz D. Schmadel, Dictionary of Minor Planet Names: Addendum to Fifth Edition: 2006 - 2008, Springer-Verlag Berlin Heidelberg, 2009, IX+316 (ISBN 978-3-642-01964-7, 978-3-642-42506-6 et 978-3-642-01965-4, DOI 10.1007/978-3-642-01965-4, lire en ligne) (15 056 noms, 207 942 numérotés jusqu'à décembre 2008)
- Lutz D. Schmadel, Dictionary of Minor Planet Names, Springer-Verlag Berlin Heidelberg, 2012, 6e éd., XII+1452 (ISBN 978-3-642-29717-5, 978-3-662-51735-2 et 978-3-642-29718-2, DOI 10.1007/978-3-642-29718-2, lire en ligne) (16 863 noms, 310 376 numérotés jusqu'à décembre 2011)
- Lutz D. Schmadel, Dictionary of Minor Planet Names: Addendum to 6th Edition: 2012-2014, Springer International Publishing, 2015, XI+396 (ISBN 978-3-319-17676-5, 978-3-319-36828-3 et 978-3-319-17677-2, DOI 10.1007/978-3-319-17677-2, lire en ligne) (19 044 noms, 422 636 numérotés jusqu'à janvier 2015)
- (6-2, décembre 2017) (21 191 noms, 508 765 numérotés jusqu'à décembre 2017)
- Lutz D. Schmadel et Gernot Burkhardt, Dictionary of Minor Planet Names, Bibliothèque de l'Université de Heidelberg (en), 2022, 7e éd., 2005 p. (ISBN 978-3-948083-64-9 et 978-3-948083-63-2, DOI 10.11588/heibooks.1052) (22 977 noms, 607 011 numérotés jusqu'à décembre 2021)